# Гордон, Давид Маркович
Давид Маркович Гордон (1863, Рига — 8 января 1931, Таганрог) — врач, владелец таганрогской водолечебницы с 1905 по 1931 г. (ныне — Областная физиотерапевтическая больница).

## Биография
После окончания медицинского факультета Московского университета уехал в Германию, где три года совершенствовался в клиниках Берлина, Кенигсберга и Лейпцига. После возвращения в Таганрог Гордон был приглашен в качестве врача и помощника в основанную Н. Г. Диварисом водолечебницу, которая открылась в марте 1886 года. Гордон стал компаньоном Дивариса. В 1905 году отец Гордона, Маркус Гордон, приобрел с торгов эту лечебницу, и Д.М. Гордон становится её владельцем. В советское время Гордон оставался главным врачом и директором этой лечебницы.

## Память
- 25 января 1931 года газета «Таганрогская правда» сообщила, что удовлетворена просьба коллектива о присвоении «краевой физиотерапевтической санатории» имени её директора — Д. М. Гордона.